# Casmogàmia

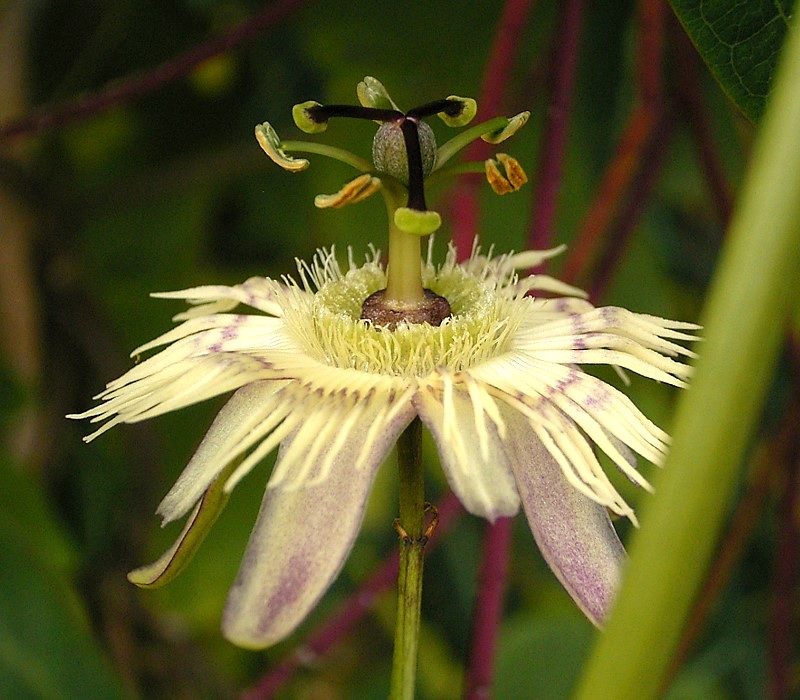
La Passiflora pardfolia fa servir la casmogàmia

La casmogàmia és un tipus de pol·linització que passa quan la flor està oberta. Les flors que fan servir la casmogàmia s'obren quan arriben a la maduresa, deixant els estams i el pistil exposats als agents pol·linitzadors. El pistil d'aquestes plantes generalment reben el pol·len d'altres plantes. El fenomen contrari es coneix amb el nom de cleistogàmia, és a dir, flors que s'autopol·linitzen.

## Les flors de la casmogàmia
A diferència de les flors de la cleistogàmia, les de la casmogàmia generalment són de mida gran i les plantes requereixen molta energia per a produir-les. Els seus òrgans sexuals es troben separats.
La fertilització en la casmogàmia depèn de la recepció del pol·len adient i això no sempre passa. Per facilitar l'arribada de pol·len aquestes flors estan estructurades de manera que maximitzen el receptacle i, a més, tenen guies de nèctar que indiquen el camí als insectes. El nèctar que produeixen és la recompensa pel seu treball pol·linitazador. De vegades aquestes flor emanen alguna essència amb la mateixa funció guiadora. Els pètals acostumen a tenir colors vius, fet que no es dona en les flors de la cleistogàmia.

## Avantatges i inconvenients
El mecanisme de la casmogàmia augmenta l'aptitud en la reproducció per l'intercanvi de gens entre individus i perquè només els gens més aptes es reprodueixen. Per contra, la cleistogàmia pot tenir lloc en condicions adverses, mentre que la casmogàmia és un procés més difícil que passi i requereix un cost energètic major a la planta, ja que ha de produir estructures florals més complexes. Perquè passi una casmogàmia és imprescindible la presència d'agents pol·linitzadors, especialment els insectes, mentre que en la cleistogàmia pot haver reproducció fins i tot en absència d'ells.

## Casos especials
En alguns casos excepcionals hi ha flors, dissenyades per la natura per a la casmogàmia, que s'autofertilitzen. En alguns casos aquesta autofecundació és la solució en darrer terme en cas que falli el procés per al qual estan preparades, és a dir, tenen meanismes per atreure insectes i així tenir una fertilització creuada amb els gens d'una altra flor, però si no arriben es produeix la segona opció, una autofecundació.
Existeixen plantes que han desenvolupat flors dels dos tipus i, per tant, es poden reproduir amb casmogàmia i amb cleistogàmia; la ràtio dominant d'un tipus de flors o altre dependrà de les condicions ambientals.